# Syslogd
Em computação, syslogd é o padrão para o serviço no sistema para registro de mensagens do sistema operacional. Isso separa o software que gera os registros, do software que armazena eles, e do software que reporta e analisa. Cada mensagem é catalogada com um código identificador, indicando o tipo de software que gerou a mensagem, e a severidade do registro.
Programadores e engenheiros de softwares devem utilizar o syslog para gerenciar o sistema e auditoria de segurança, assim como para informações gerais, análise e resolução de problemas. Uma grande variedade de dispositivos, como impressoras, roteadores, e receptores de mensagem de várias plataformas, utilizam o syslogd. Isso permite a consolidação de registros de dados de diferentes sistemas em um repositório centralizado. Implementações do syslog existem para diversos sistemas operacionais.
Quando opera pela rede, syslog utiliza um modelo cliente-servidor onde o servidor do syslog aguarda o recebimento de mensagens vindo dos clientes.

## História
O syslog foi criado por Eric Allman durante o desenvolvimento do projeto do SendMail.
1. ↑  «Eric Allman | Internet Hall of Fame». www.internethalloffame.org. Consultado em 31 de março de 2021